# Fuyang (Hangzhou)
Fuyang en chino: Fu-Yáng, lit. 'Fu4yang2.ogg' (en chino simplificado, 富阳区; pinyin, Fùyáng qū) es un distrito urbano bajo la administración directa de la subprovincia de Hangzhou en la Provincia de Zhejiang, República Popular China. La zona céntrica se localiza en una llanura con una altura media de 10 m s. n. m. rodeada de colinas bañada por el río Qiantang. Su área es de 1821 km² y su población total para 2018 fue más de 700 mil habitantes.

## Administración
La ciudad-distrito de Fuyang se divide en 25 pueblos que se administran en 5 subdistritos, 13 poblados y 6 villas:
- Subdistritos: Fùchūn, Chūnjiāng, Dōngzhōu, Lùshān y Yínhú.
- Poblados: Wànshì, Dòngqiáo, Xīndēng, Lùzhǔ, Xūkǒu, Yǒngchāng, Dàyuán, Língqiáo, Lǐshān, Cháng lǜ, Chǎngkǒu, Cháng'ān y Lóngmén.
- Villas: Xīn tóng, Chūnjiàn, Huánshān, Húyuán, Yúshān y Shàngguān

## Clima
El clima en Fuyang es de monzón subtropical templado y húmedo durante las estaciones de primavera y verano. La temperatura media anual es de 16 °C  con 1460 mililitros de lluvia con 1698 horas de sol . La temperatura máxima extrema es de 42.8 °C (10-ago-2013) y la temperatura mínima extrema de -14,4 °C (5-ene-1977).
| Parámetros climáticos promedio de Fuyang（1981－2010） | Parámetros climáticos promedio de Fuyang（1981－2010） | Parámetros climáticos promedio de Fuyang（1981－2010） | Parámetros climáticos promedio de Fuyang（1981－2010） | Parámetros climáticos promedio de Fuyang（1981－2010） | Parámetros climáticos promedio de Fuyang（1981－2010） | Parámetros climáticos promedio de Fuyang（1981－2010） | Parámetros climáticos promedio de Fuyang（1981－2010） | Parámetros climáticos promedio de Fuyang（1981－2010） | Parámetros climáticos promedio de Fuyang（1981－2010） | Parámetros climáticos promedio de Fuyang（1981－2010） | Parámetros climáticos promedio de Fuyang（1981－2010） | Parámetros climáticos promedio de Fuyang（1981－2010） | Parámetros climáticos promedio de Fuyang（1981－2010） |
| Mes                                                    | Ene.                                                   | Feb.                                                   | Mar.                                                   | Abr.                                                   | May.                                                   | Jun.                                                   | Jul.                                                   | Ago.                                                   | Sep.                                                   | Oct.                                                   | Nov.                                                   | Dic.                                                   | Anual                                                  |
| ------------------------------------------------------ | ------------------------------------------------------ | ------------------------------------------------------ | ------------------------------------------------------ | ------------------------------------------------------ | ------------------------------------------------------ | ------------------------------------------------------ | ------------------------------------------------------ | ------------------------------------------------------ | ------------------------------------------------------ | ------------------------------------------------------ | ------------------------------------------------------ | ------------------------------------------------------ | ------------------------------------------------------ |
| Temp. media (°C)                                       | 4.3                                                    | 6.3                                                    | 10.2                                                   | 16.2                                                   | 21.4                                                   | 24.8                                                   | 28.8                                                   | 28.1                                                   | 23.7                                                   | 18.2                                                   | 12.2                                                   | 6.3                                                    | 16.7                                                   |
| Precipitación total (mm)                               | 78.9                                                   | 90.6                                                   | 140.9                                                  | 135.7                                                  | 140.9                                                  | 226.5                                                  | 185.2                                                  | 164.2                                                  | 124.9                                                  | 71.2                                                   | 69.7                                                   | 49.2                                                   | 1477.9                                                 |
| Días de precipitaciones (≥ 1 mm)                       | 13                                                     | 13                                                     | 16                                                     | 15                                                     | 14                                                     | 15                                                     | 12                                                     | 14                                                     | 12                                                     | 9                                                      | 9                                                      | 9                                                      | 151                                                    |
| Horas de sol                                           | 100.8                                                  | 95.5                                                   | 115.5                                                  | 138.3                                                  | 162.3                                                  | 140.8                                                  | 217.5                                                  | 195.9                                                  | 140.2                                                  | 141.2                                                  | 125.3                                                  | 125.4                                                  | 1698.7                                                 |
| Fuente: 富阳农业气象                                   |                                                        |                                                        |                                                        |                                                        |                                                        |                                                        |                                                        |                                                        |                                                        |                                                        |                                                        |                                                        |                                                        |